# Ball de Malcasats de Vilafranca
El Ball de Malcasats de Vilafranca és un ball parlat de la Festa Major de Vilafranca representat per primer cop el segle xix. És un tipus de ball parlat l'argument del qual es basa en les queixes dels personatges, semblant al Ball de Dames i Vells o al Ball de les Criades.
Se sap que el ball s'havia representat els anys 1859 i 1870 i que el 1876 se'n va prohibir l'actuació; segurament per ser considerat «inapropiat» a causa del to dels parlaments. Tot i que en un origen havia estat un ball parlat, el ball es va recuperar el 1999 com una dansa del seguici de la Festa Major de la Vila a partir de les coreografies de Raimon Casals i Roser Blanch.
El 2011 els membres del ball van acabar dimitint atès que es qüestionava la seva participació en la festa. L'any 2012, un nou grup va recuperar el ball amb un canvi de format tornant a l'estructura original de ball parlat. Es van mantenir els personatges de les autoritats (l'alcalde, el mossèn i el municipal) i les parelles del notari, el pagès, el burgès i el boter i les seves dames, de manera que les parelles van passar de sis a quatre. El text es va adaptar de les versions que hi havia del segle xix, però cada any varia a partir de temes d'actualitat. Des d'aquest any també ha canviat l'acompanyament musical que incorpora un acordió diatònic, la tarota, el violí i percussió. També se'n va canviar el vestuari dissenyat per Blanca Ferré. D'aleshores ençà, Ball dels Malcasats actua com a ball parlat en paral·lel a la processó dels dies 29 i 30 d’agost.